# The Electronic Monster
The Electronic Monster este un film SF britanico-american din 1958 regizat de Montgomery Tully. În rolurile principale joacă actorii Rod Cameron, Mary Murphy, Meredith Edwards.

## Actori
- Rod Cameron	... 	Jeff Keenan
- Mary Murphy	... 	Ruth Vance
- Meredith Edwards	... 	Dr. Phillip Maxwell
- Peter Illing	... 	Paul Zakon
- Carl Jaffe	... 	Dr. Hoff
- Kay Callard	... 	Laura Maxwell
- Carl Duering	... 	Blore
- Roberta Huby	... 	Verna Berteaux
- Felix Felton	... 	Police Commissaire
- Larry Cross	... 	Brad Somers
- Carlo Borelli	... 	Signore Pietro Kalini
- John McCarthy	... 	Clark Denver
- Jacques Cey	... 	Police Doctor